# Водопада на река Санданска Бистрица
Водопада на река Санданска Бистрица е природна забележителност в България. Разположена е в землището на село Лиляново, област Благоевград.
Разположена е на площ 0,5 ha. Обявена е на 11 октомври 1965 г. с цел опазване на Попинолъшкия водопад на река Санданска Бистрица.
На територията на природната забележителност се забраняват:
- разкриването на кариери, къртене на камъни, копаене на пръст и пясък;
- риболова, ловуването, както и гърменето с всякакви оръжия и експлозиви;
- прокарването на пътища, строеж на сгради, изменението или замърсяването на водните течения;
- косенето на тревата, късането на цветята и събирането на билки и горски плодове;
- палене на огън, замърсяването на района с отпадъци от храна, както и всякакви действия, които замърсяват или рушат красивия пейзаж около водопада.[1]

Разрешава се:
- да се провеждат залесителни мероприятия за подобряване на ландшафта около тях;
- в горите да се провеждат санитарна, изборна или групово-изборна сечи, с оглед подобряване украсните и защитни функции на гората;
- прокарването на пътища и алеи и строителството на сгради, необходими за правилното ползване и стопанисване на защитените природни обекти[1]